# Apodostigma
Apodostigma é um género botânico pertencente à família Celastraceae.